# PCI Express

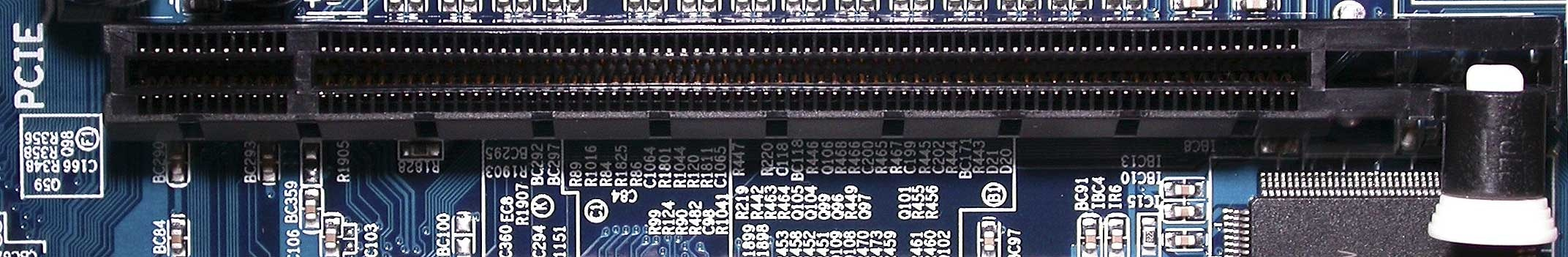
PCI Express csatolófelület egy alaplapon

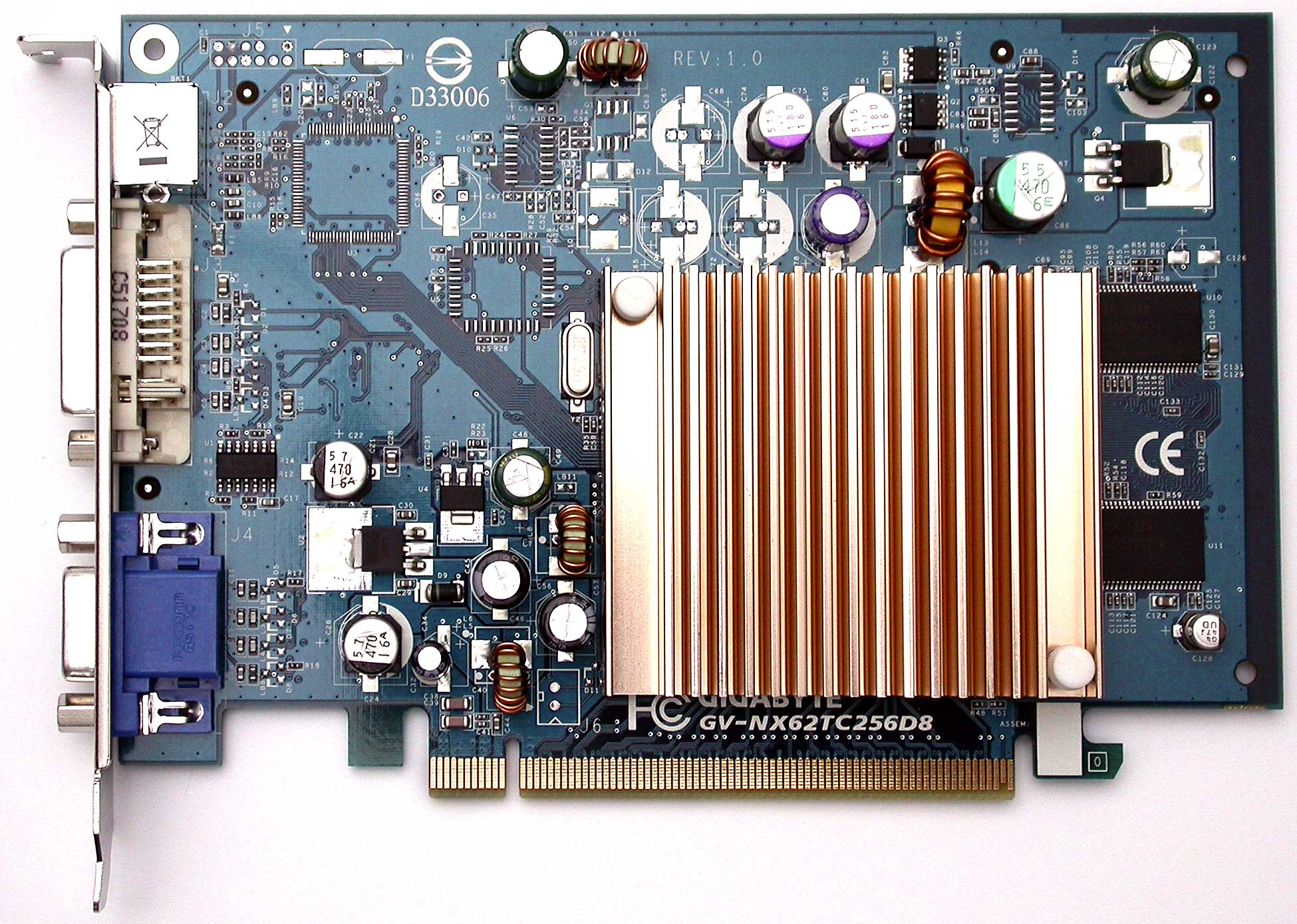
Egy PCI Express csatolófelületű grafikus kártya

A PCI Express (PCIe) a PCI sínrendszer egyik utódja. Nem összetévesztendő a teljesen más elven működő korábbi PCI-X-szel.
A PCIe a PCI-hoz hasonlóan az OSI modell alsó négy rétegét implementálja (fizikai, adatkapcsolati, hálózati és szállítási réteg), a legfelső réteg megvalósítása a két sín esetén kompatibilis, így az alkalmazások mindkét esetben ugyanazt a folytonos címzési modellt használhatják. 
A PCIe esetében a fizikai adatátvitel nagy sebességű soros kapcsolaton keresztül történik, szemben a PCI sínnel, ahol 32 vagy 64 bites párhuzamos sínt alkalmaznak. A PCI-nál az eszközök osztoznak a sínen, míg a PCI Expressnél egy switchen keresztül érik el (point-to-point síntopológia) a sínt (minden eszköz úgy látja, mintha saját külön sínnel rendelkezne). A switch gondoskodik a point-to-point kapcsolatok létrehozásáról és a vezérli a sín adatforgalmát. 
A switch és az eszközök közötti kapcsolatokat link-nek nevezik. Egy PCIe link duál szimplex, azaz az adó és a vevő két egyirányú csatornán keresztül forgalmaz. Minden link egy vagy több sávból (angolul lane-ből) állhat. Egy sáv egy bájt egyidejű átvitelét teszi lehetővé, ami a gyakorlatban körülbelül 2,5 Gbit/s adatátviteli sebességet jelent. A PCIe 1, 2, 4, 8, 12, 16 és 32 sávból álló linkek létrehozását támogatja. 
A switch alkalmazása lehetővé teszi a rendelkezésre álló sávszélesség jobb kihasználását és az adatforgalom fontosság szerinti osztályozását.
A technológia rendkívül jól skálázható, így komoly módosításra várhatóan több évig nem lesz szükség. Az alacsony fogyasztás, illetve az energiatakarékossági funkciók támogatása elsősorban az eszközök által termelt hőt csökkenti, a bővítőkártyák működés közbeni csatlakoztatásának, illetve cseréjének lehetősége pedig elsősorban a szerverek esetében lehet fontos tényező.

## Sebesség
A protokoll sávszélességét minden eddigi generációnál megduplázták.

### Összehasonlító táblázat
| Verzió | Bevezetve        | Vonal kódolása | Vonal kódolása       | Átviteli ráta (sávonként) | Sávszélesség | Sávszélesség | Sávszélesség | Sávszélesség | Sávszélesség |
| Verzió | Bevezetve        | Vonal kódolása | Vonal kódolása       | Átviteli ráta (sávonként) | x1           | x2           | x4           | x8           | x16          |
| ------ | ---------------- | -------------- | -------------------- | ------------------------- | ------------ | ------------ | ------------ | ------------ | ------------ |
| 1.0    | 2003             | NRZ            | 8b/10b               | 2.5 GT/s                  | 0.250 GB/s   | 0.500 GB/s   | 1.000 GB/s   | 2.000 GB/s   | 4.000 GB/s   |
| 2.0    | 2007             | NRZ            | 8b/10b               | 5.0 GT/s                  | 0.500 GB/s   | 1.000 GB/s   | 2.000 GB/s   | 4.000 GB/s   | 8.000 GB/s   |
| 3.0    | 2010             | NRZ            | 128b/130b            | 8.0 GT/s                  | 0.985 GB/s   | 1.969 GB/s   | 3.938 GB/s   | 07.877 GB/s  | 15.754 GB/s  |
| 4.0    | 2017             | NRZ            | 128b/130b            | 16.0 GT/s                 | 1.969 GB/s   | 3.938 GB/s   | 07.877 GB/s  | 15.754 GB/s  | 031.508 GB/s |
| 5.0    | 2019             | NRZ            | 128b/130b            | 32.0 GT/s                 | 3.938 GB/s   | 07.877 GB/s  | 15.754 GB/s  | 31.508 GB/s  | 63.015 GB/s  |
| 6.0    | 2022             | PAM-4 FEC      | 1b/1b 242B/256B FLIT | 64.0 GT/s 32.0 GBd        | 7.563 GB/s   | 15.125 GB/s  | 30.250 GB/s  | 60.500 GB/s  | 121.000 GB/s |
| 7.0    | 2025 (tervezett) | PAM-4 FEC      | 1b/1b 242B/256B FLIT | 128.0 GT/s 64.0 GBd       | 15.125 GB/s  | 30.250 GB/s  | 60.500 GB/s  | 121.000 GB/s | 242.000 GB/s |